# Пан банья
Пан банья (фр. Pan Bagnat)  — сэндвич, который является специалитетом Ниццы. Состоит из хлеба из цельнозерновой муки и классического салата Нисуаз в качестве начинки, состоящего в основном из свежих овощей, сваренных вкрутую яиц, анчоусов и/или тунца и оливкового масла, соли и перца. Можно добавить уксус, но не майонез. Исторически его готовили для употребления вчерашнего хлеба. Иногда подается как hors d'oeuvre или аппетайзер.
Пан банья — популярное блюдо в округе Ницца, где оно продается в большинстве пекарен и на рынках. Пан банья и салат нисуаз (salade nissarda), а также рататуй (La Ratatouia Nissarda на провансальском языке), фарината и писсаладьер тесно связаны с городом Ницца, где они были созданы из местных ингредиентов. 

## Этимология
Название сэндвича происходит из провансальского языка Nissart, в котором pan banhat и альтернативное написание pan bagnat означают «искупанный хлеб» . При приготовлении хлеб должен хорошо пропитаться смесью оливкового масла и уксуса или «искупаться», на кулинарном слэнге.

## Приготовление
Пан банья готовится из хлеба или домашнего хлеба, который обычно имеет круглую форму (фр. pain de ménage). По вкусу его натирают чесноком, и затем заполняют тунцом, анчоусами, нарезанными помидорами, оливками, оливковым маслом, с солью и перцем . Дополнительные ингредиенты для приготовления блюда могут включать рукколу, базилик, артишок и красный винный уксус. Оливковое масло обычно используется для хлеба, который может быть замаринован или вымочен в масле, а затем отжат. 

## Галерея

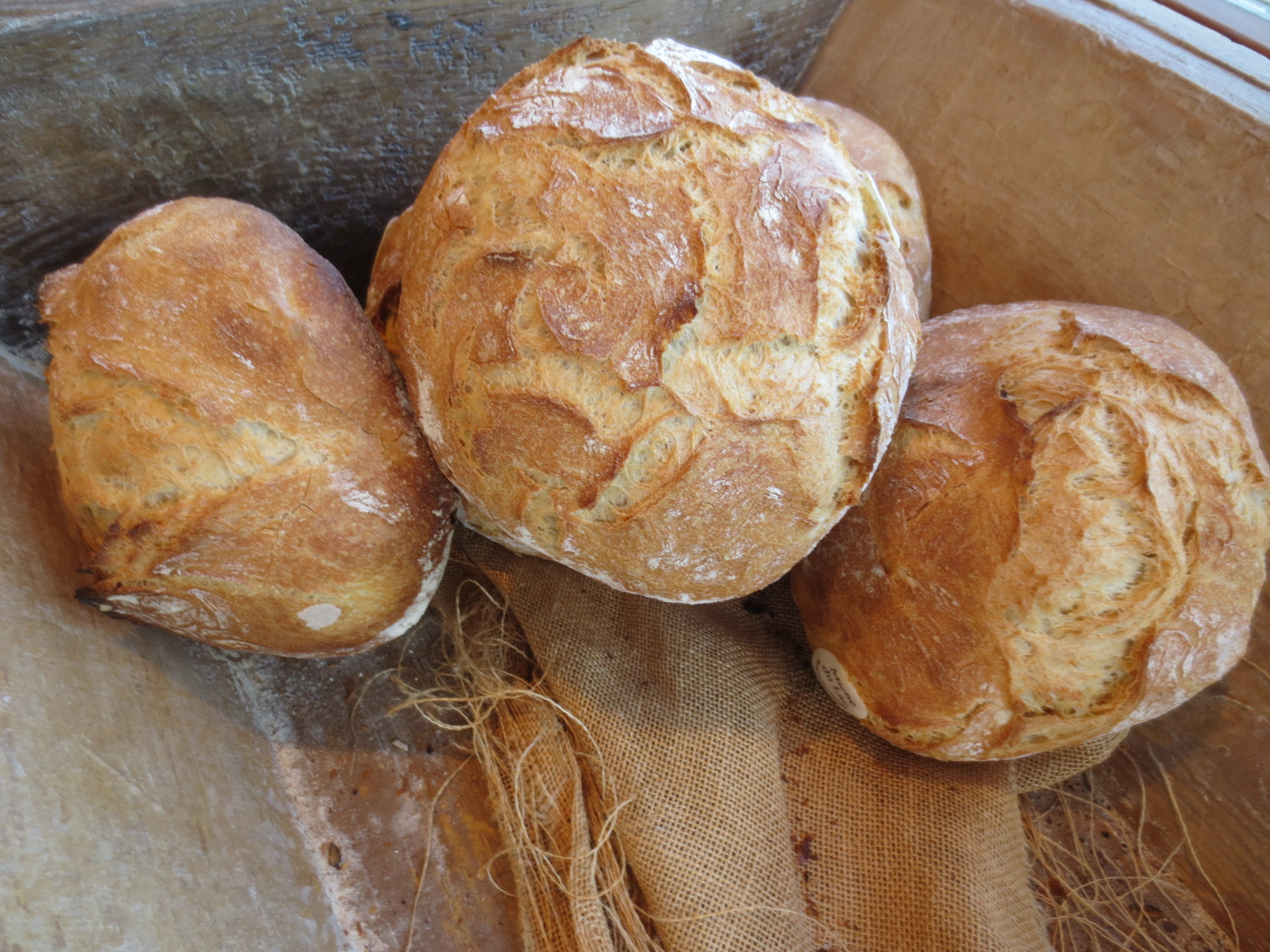
Хлеб для пан баньи
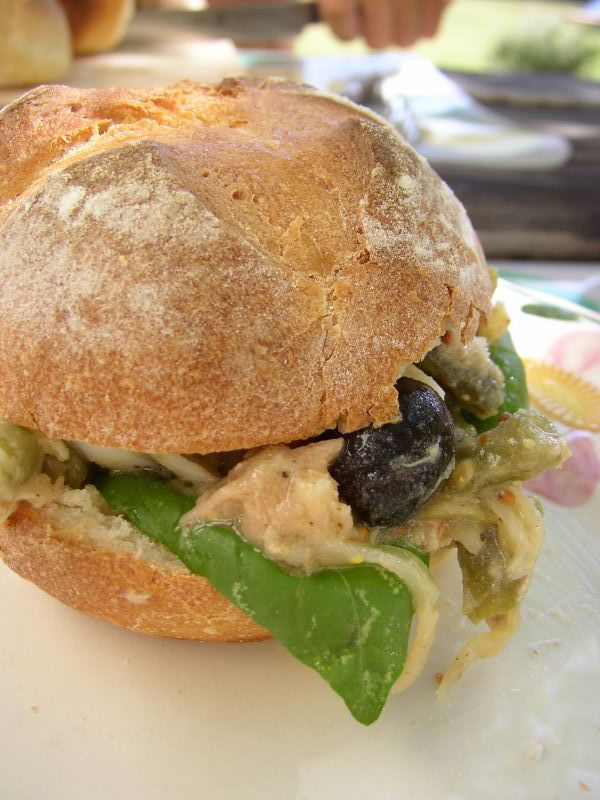
Пан банья
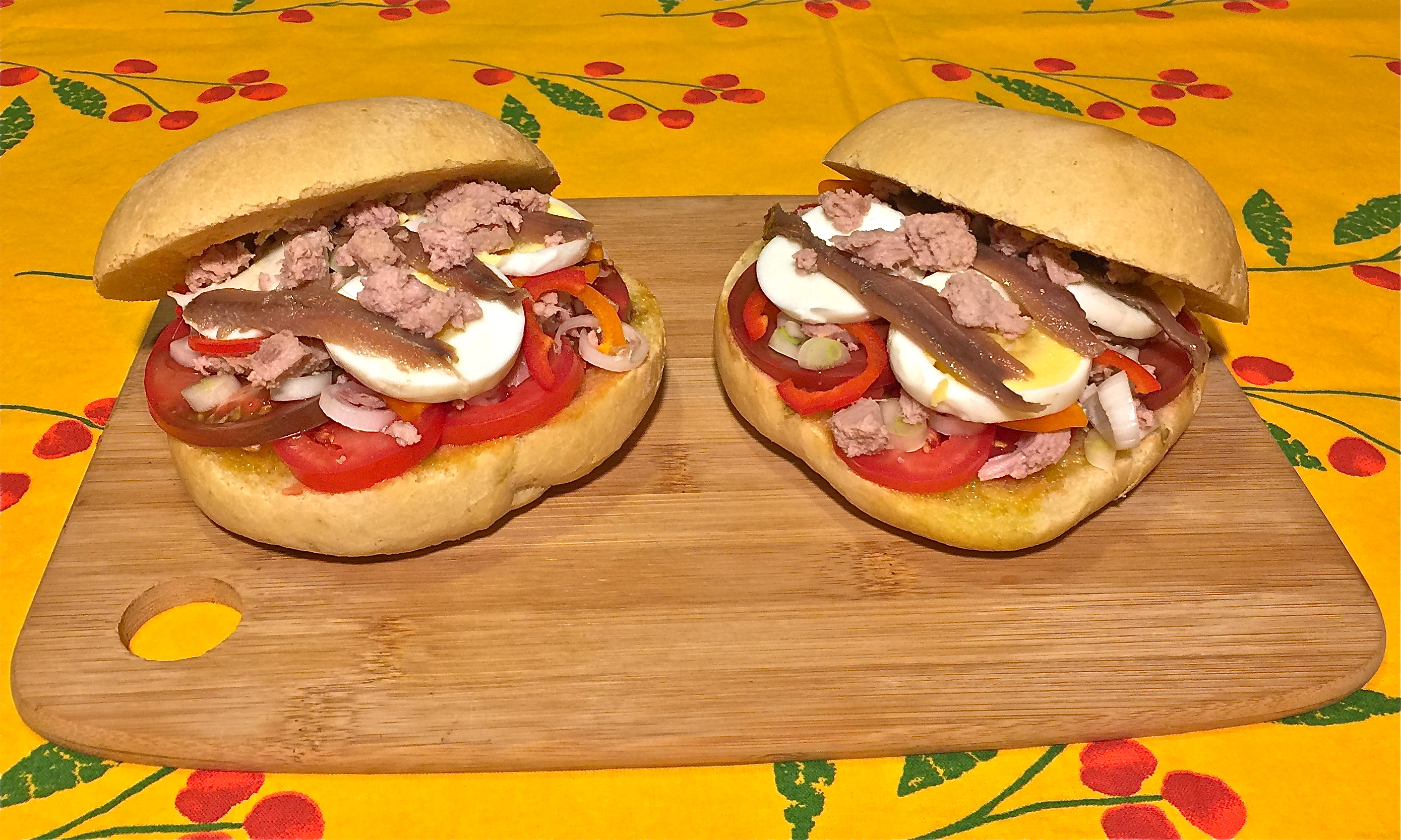
Два сэндвича пан банья